# Chytranthus
Chytranthus es un género con seis especies de plantas de flores perteneciente a la familia Sapindaceae. 

## Especies seleccionadas
- Chytranthus angustifolius
- Chytranthus atroviolaceus
- Chytranthus bracteosus
- Chytranthus brunneo
- Chytranthus calophyllus
- Chytranthus carneus
- Chytranthus cauliflorus

## Sinónimo
- Glossolepis